# Llibertat acadèmica
La llibertat acadèmica és un principi que presideix la recerca acadèmica o científica, fonament d'un pensament crític, del debat i de la dissidència. Amnistia Internacional defineix la llibertat acadèmica com «el dret de fer lliurement recerca científica i difondre els resultats sense censura". Compren les llibertats de càtedra, d'investigació i d'estudi així com una independència de qualsevol autoritat. És considerat un prerequisit d'una recerca científica en una universitat moderna. És un cas particular del sistema de llibertats a les societats liberals nascudes de la Revolució Francesa. La Universitat de Leiden, la Universitat de Göttingen i la Universitat de Berlín són reconegudes com el bressol de la llibertat acadèmica.
És un principi basat en el concepte del lliure examen que té els seus orígens als països germànics que van adherir al principi epistemològic que qualsevol teoria científica és provisional i pot ser validada o invalidada per observacions noves, indispensable per a un progrés de la ciència. No hi ha cap autoritat que pugui decidir que una «veritat» és definitiva, contràriament a les pretensions de les explicacions dogmàtiques. L'autonomia universitària pot ser incòmoda per autoritats governementals o religioses. Indirectament pot ser influenciat per demandes polítiques, militars o econòmiques que utilitzen el seu poder per finançar –o no– la recerca. Nogensmenys, l'acadèmia –a fortiori la universitat pública– té una responsabilitat social davant la societat que la recolza i ha de trobar un equilibri entre llibertat i rellevància.
L'emancipació de la recerca acadèmica dels dogmes religioses es va produir a l'època de la Il·lustració, però com a qualsevol llibertat, és provisional. Avui com antany, els poders assagen limitar-la: els règims autoritaris no toleren cap crítica, la poderosa comunitat empresarial imposar la seva opinió de què pot o ha de tractar-se la ciència. Polítics influents consideren que certs acadèmics minen la civilització occidental.

## Als Països Catalans
Aquesta llibertat s'ha de poder exercir sense ser represaliat amb pèrdua de treball o sou, o ser empresonat. A Catalunya del Nord està protegida per la llei de l'educació (Code de l'éducation) de França. A l'Alguer i Itàlia esta protegida per la Constitució Italiana. Els Estatuts de la Universitat d'Andorra de 2003 i l'article 4 de la llei de l'ensenyament superior reconeixen aquesta llibertat.
A Espanya les universitats van trigar per obtenir la indispensable llibertat. Al segle xix van quedar molt influenciat per l'ucàs de l'antimodernisme i les idees i conceptes prohibides pel Syllabus Errorum (1864) del papa Pius IX. Isabel II i les dictadures successives fins a ben entrat al segle xx van embridar la recerca científica en prohibir qualsevol conclusió no conforme amb la doctrina oficial de l'església o de l'Estat. Excepte el breu interludi de la Segona República, va trigar fins a la Constitució de 1978 fins que el món acadèmic recobrés una certa llibertat. La «llibertat de càtedra» hi és un dret reconegut i protegit per l'article 20 de la Constitució de 1978.